# 利诺特河畔当皮埃尔
利诺特河畔当皮埃尔（法語：Dampierre-sur-Linotte，法語發音：[dɑ̃pjɛʁ syʁ linɔt]）是法国上索恩省的一个市镇，属于沃苏勒区。

## 地名
《世界地名翻译大辞典》与《世界地名译名词典》将其纯音译作“当皮埃尔叙利诺特”，虽然“sur”后接非河名的时候地名需纯音译，不过此处的“利诺特”确实是一条河流的名称。

## 地理
利诺特河畔当皮埃尔（47°30'42"N, 6°13'56"E）面积32.48 平方千米，位于法国勃艮第-弗朗什-孔泰大區上索恩省，该省份为法国东部内陆省份，北起顺时针与孚日省、贝尔福地区省、杜省、汝拉省、科多尔省和上马恩省接壤。
与利诺特河畔当皮埃尔接壤的市镇（或旧市镇、城区）包括：维莱勒塞克、维莱菲兰、布昂莱蒙博宗、沙塞莱蒙博宗、科尼耶尔、菲兰、丰特努瓦莱蒙博宗、讷雷莱拉德米、诺鲁瓦堡、瓦勒鲁瓦勒布瓦。
利诺特河畔当皮埃尔的时区为UTC+01:00、UTC+02:00（夏令时）。

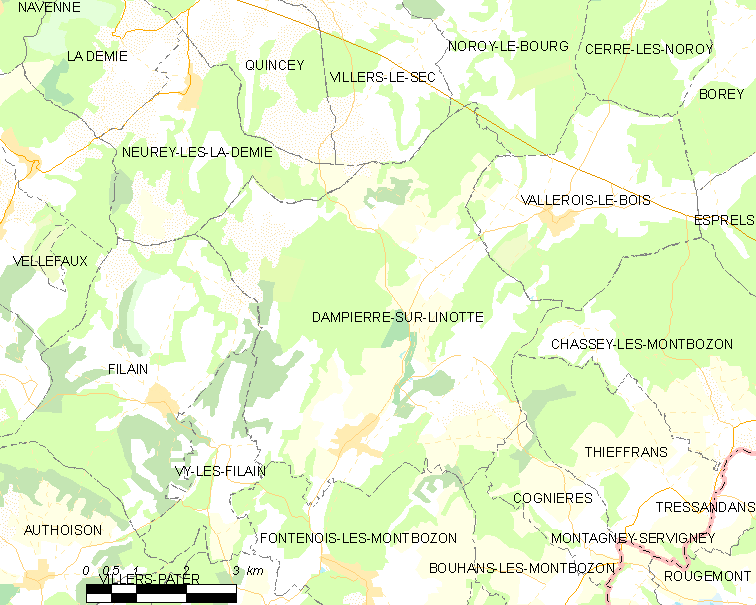
利诺特河畔当皮埃尔的OSM定位图

## 行政
利诺特河畔当皮埃尔的邮政编码为70230，INSEE市镇编码为70197。

## 政治
利诺特河畔当皮埃尔所属的省级选区为里奥县。

## 人口

1962-2008年间利诺特河畔当皮埃尔人口变化图示

利诺特河畔当皮埃尔于2022年1月1日时的人口数量为766人。